# JMWAVE

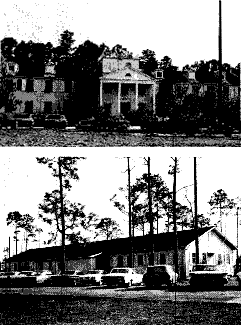
Gebäude der Station, um 1961

JMWAVE war der Deckname für eine Station des amerikanischen Geheimdienstes CIA in Miami, Florida.
Die Einrichtung befand sich auf dem Gelände der University of Miami und war von 1961 bis 1968 in Betrieb. Es war die weltweit größte Außenstelle der CIA, und sie diente als Basis für die Aktivitäten gegen Kuba (Operation Mongoose).
Im Zweiten Weltkrieg befand sich auf dem Gelände die Richmond Naval Air Station, ein Flugplatz der United States Navy für Luftschiffe.

## Mitarbeiter
Die dortige Abteilung für Psychologische Kriegsführung leitete von 1963 bis 1976 George Joannides.